# Stephen M. Robinson
 (février 2023).
Si vous disposez d'ouvrages ou d'articles de référence ou si vous connaissez des sites web de qualité traitant du thème abordé ici, merci de compléter l'article en donnant les références utiles à sa vérifiabilité et en les liant à la section « Notes et références ».
Pour les articles homonymes, voir Stephen Robinson.
Stephen Michael Robinson (né le 12 avril 1942 à Columbus, Ohio)  est un mathématicien américain spécialisé dans l'optimisation mathématique et la recherche opérationnelle.

## Formation et carrière
Robinson étudie à l'université du Wisconsin à Madison avec un bachelor en 1962 (la même année, il est à Sandia Laboratories), à l'université de New York avec une maîtrise en 1965. Il est en 1968/69 instructeur à l'Académie militaire des États-Unis et obtient son doctorat en informatique en 1971 de l'Université du Wisconsin-Madison sous la direction d'Olvi Mangasarian (de) (avec une thèse intitulée "Error Analysis in Mathematical Programming, with Applications"). À partir de 1972, il y est professeur assistant et à partir de 1979, professeur de génie industriel et d'informatique.

## Travaux
Il traite des limites d'erreur dans les problèmes d'optimisation en fonction des erreurs dans les données d'entrée et de la stabilité de la programmation linéaire, de la programmation stochastique, de l'optimisation basée sur la simulation (de) (optimisation du chemin d'échantillonnage) et des décisions dans des conditions incertaines avec des applications en administration des affaires, militaire (il a introduit des méthodes de programmation stochastique dans le département américain de la Défense a) et les mathématiques financières.
Il a été rédacteur en chef adjoint de Mathematics of Operations Research de 1975 à 1980 et de Mathematical Programming de 1986 à 1991. Il a été secrétaire d'INFORMS.

## Prix et distinctions
En 1997, il a reçu le prix George-B.-Dantzig. Il est titulaire d'un doctorat honorifique de l'Université de Zurich et membre de la Society for Industrial and Applied Mathematics (2009).
Il est officier de réserve décoré dans l'armée américaine (grade de colonel). Il reçoit en 2001 le prix John K. Walker Award in Military Operations Research.

## Publications
- Bounds for error in the solution set of a perturbed linear program, Linear Algebra Applic., vol 6, 1973, pp. 69–81.
- Computable error bounds for non linear programming, Mathematical Programming, vol 5, 1973, pp. 235–242.
- A characterization of stability in linear programming', Operations Research, vol 25, 1977, pp. 435–447.
- avec Roger Wets: Stability in two-stage stochastic programming, SIAM J. Control Optimization, vol 25, 1987, pp. 1409–1416.
- Analysis of sample-path optimization, Mathematics of Operations Research vol 21, 1996, pp. 513–528.
- avec Richard R. Laferriere: Scenario Analysis in US Army decision-making, Phalanx, vol 33, mars 2000, pp. 10.